# Ratkovac (Bośnia i Hercegowina)
Ratkovac (cyr. Ратковац) – wieś w Bośni i Hercegowinie, w Republice Serbskiej, w gminie Prnjavor. W 2013 roku liczyła 598 mieszkańców.